# Business as Usual (Secret Affair)
Business as Usual è il terzo album discografico del gruppo musicale inglese Secret Affair, pubblicato il 29 gennaio 1982 dalla I-Spy Records.

## Tracce
1. Lost in the Night
2. Follow the Leader
3. Do You Know?
4. Hide and Seek
5. I Could Be You
6. Somewhere in the City
7. She's on Fire
8. Three Wise Monkeys
9. One Voice in the Darkness
10. Dancemaster
11. Big Beat
12. One Day (In Your Life)

## Formazione
- Ian Page - voce
- Dave Cairns - chitarra
- Dennis Smith - basso
- Paul Bultitude - batteria
- Dave Winthrop - sassofono